# کول‌کوی (پوسوف)
کول‌کوی (به ترکی استانبولی: Kolköy، به ارمنی: Քվել) یک منطقهٔ مسکونی در ترکیه است که در پوسوف واقع شده‌است.